# ジョゼ・サルネイ
ジョゼ・サルネイ（José Ribamar Ferreira de Araújo Costa, 1930年4月24日 - ）は、ブラジルの政治家、ブラジル31代大統領。不人気な大統領であった。

## 政治家経歴
ジョゼ・サルネイは1930年4月24日、マラニョン州ピニィエロで裕福な家庭で生まれた。1953年にマラニョン連邦大学を卒業し、政治家の道へ歩み始めた。サルネイは民主社会党に所属し、1985年の大統領選挙でタンクレード・ネーヴェスの副大統領候補であった。選挙ではネーヴェスが勝利し、サルマンは副大統領に就任することとなったが就任式の数日前にネーヴェスは病気に倒れてしまいサルネイが大統領に就任することになった。

## 大統領職と退任
サルネイは累積債務対策、経済再築政策で大失敗を引き起こした。このことで国民からの支持率を失い不人気な大統領となった。1989年インフレーション抑制策を発表したがこれも失敗したのだった。サルマンは不人気なまま大統領を退任し、上院議員となった。
| 公職                                                       | 公職                                                                              | 公職                                                                          |
| ---------------------------------------------------------- | --------------------------------------------------------------------------------- | ----------------------------------------------------------------------------- |
| 先代 タンクレード・ネーヴェス （就任せず）                 | ブラジル連邦共和国大統領 第31代：1985 - 1990                                      | 次代 フェルナンド・コロール・デ・メロ                                         |
| 先代 アウレリアーノ・チャベス (en)                         | ブラジル連邦共和国副大統領 第22代：1985                                           | 次代 イタマル・フランコ                                                       |
| 先代 ニュートン・デ・バロス・ベロ                          | マラニョン州知事 第18代：1966 - 1971                                              | 次代 ペドロ・ネイバ・デ・サンタナ                                             |
| 議会                                                       |                                                                                   |                                                                               |
| 先代 ウンベルト・ルセナ ラメ・テベ レナン・カリェイロ (en) | ブラジル連邦共和国議会議長 第25代：1995 - 1997 第30代：2003 - 2005 第32代：2009 - | 次代 アントニオ・カルロス・マガリャエス (en) レナン・カリェイロ (en) （現職） |